# معصومه علیزاده
معصومه علیزاده (زادهٔ ۱۱ مارس ۱۹۹۶ ‏(۲۹ سال)) دوچرخه‌سوار اهل افغانستان است. او بازی‌های المپیک تابستانی ۲۰۲۰ به عنوان عضوی از تیم پناهندگان المپیک در بازی‌های المپیک تابستانی ۲۰۲۰ شرکت کرد.